# François Greze
François Greze est un réalisateur, scénariste et un acteur français

## Filmographie

### Télévision

#### Réalisateur
- 1998 - 2000 : Blague à part série TV - 23 épisodes

### Cinéma

#### Acteur
- 1999 :  Hygiène de l'assassin de François Ruggieri : Homme à l'ordinateur
- 1990 : Dames galantes de Jean-Charles Tacchella : Monsieur
- 1985 :  Le Pactole de Jean-Pierre Mocky